# Long Lawford
Long Lawford est un village et une paroisse civile du Warwickshire, en Angleterre. Administrativement, il dépend du borough de Rugby.

## Géographie
Long Lawford est situé juste à l'ouest de Rugby, à environ 3 km à l'ouest du centre-ville de Rugby. Lors du recensement de 2021, la population de la paroisse était de 4 545 habitants, soit une augmentation significative par rapport aux 3 180 habitants du recensement de 2011 et aux 2 863 habitants de 2001.
Le village est situé sur une crête surplombant la vallée de la Rivière Avon au nord. C'est l'un des quatre Lawford de la région et son nom est long car, historiquement, le village longeait la route entre Rugby et Coventry. Les trois autres Lawfords sont Church Lawford, à l'ouest, Little Lawford au nord et Lawford Heath au sud.
Le village se trouve juste au nord de la route A428 entre Rugby et Coventry. La Ligne ferroviaire Rugby-Coventry traverse le village qui n'a jamais eu de gare. Immédiatement à l'est du village se trouve la grande usine de Cemex (ancienne Rugby Cement) et sa carrière.

## Histoire
Des fouilles archéologiques récentes ont révélé que Long Lawford était habitée depuis 2 000 ans. Les fouilles d'un village celtique de l'âge du fer ont mis au jour une épée de l'âge du fer.
Le village a été mentionné dans le Domesday Book sous le nom de Lelleford. En 1332, le nom était enregistré comme Longa Lalleford.[5] Long Lawford et Little Lawford faisaient autrefois partie de la paroisse de Newbold-on-Avon, mais toutes deux sont devenues des paroisses civiles distinctes au 19e siècle.
Les moines de l'abbaye de Pipewell furent les seigneurs du manoir pendant plus de 400 ans à partir de 1160, jusqu'à la dissolution des monastères, puis leurs terres furent concédées à Edward Boughton en 1542. La famille Rouse-Boughton s'établit à Lawford Hall, à proximité, et a dominé la vie du village, jusqu'à ce que Sir Theodosius Boughton, le dernier héritier mâle des Boughton, y aurait été assassiné par son beau-frère en 1780, après quoi Lawford Hall a été démoli.
Leurs terres furent ensuite vendues à la famille Caldecott en 1793, qui construisit un nouveau manoir à Holbrook Grange, plus près de Long Lawford, de l'autre côté de l'Avon en 1803. Bien que la maison ait maintenant changé de mains, les influences des Caldecott demeurent, l'un des deux pubs du village étant « The Caldecott Arms ».
Le village a connu une expansion considérable dans les années 1960 avec la construction d'un grand lotissement à l'est du vieux village, qui a transformé le village en une banlieue de Rugby. Le village a été encore agrandi avec un autre lotissement appelé Avon Pastures dans les années 2000, juste à côté de la route A428. La route principale de ce développement, « Tee Tong Road », a été nommée par un enchérisseur malaisien, qui a fait l'offre la plus élevée lors d'une vente de charité aux enchères pour enfants dans le besoin en 2005.

## Activités  et services
Long Lawford possède une école primaire et un terrain de jeu appelé King George's Field avec un skate park qui a ouvert ses portes en 2013. Il possède également un magasin Co-Op Food situé sur Townsend Lane. Les deux pubs du village sont le « Lawford Arms » et le « Caldecott Arms », tous deux situés sur la rue principale (Main Street). La salle des fêtes et principal centre communautaire est le Memorial Hall sur Railway Street, qui a été aménagé dans une ancienne grange en 1959 et a été nommé en l'honneur des militaires de Long Lawford tombés au combat.
En novembre 2022, l'église communautaire Cornerstone a été créée dans le village. La communauté se réunit au Memorial Hall chaque dimanche matin. Il y a aussi deux autres églises dans le village, Long Lawford Lighthouse et St John.

## Conseil paroissial
Long Lawford est régi par son conseil paroissial qui se compose actuellement de sept conseillers. Ils se réunissent mensuellement au Memorial Hall sur Railway Street, le deuxième mardi de chaque mois à 19h30. Le public et la presse sont autorisés à assister à ces réunions mensuelles pour poser des questions ou assister aux discussions et aux débats du conseil paroissial. Tous les ordres du jour et procès-verbaux sont publiés numériquement sur leur site Internet pour tous les membres du public.
L'actuel président du conseil paroissial de Long Lawford est Cllr. S. Jones.

## Bâtiments remarquables
Holbrook Grange, un manoir de l'époque géorgienne, situé juste au nord du village à côté de l'Avon, est classé grade II,.
L'église du village, dédiée à St John, a été construite en 1839 comme chapelle secondaire de l'église principale de Newbold-on-Avon. Elle a été construite principalement pour l'usage des domestiques de Holbrook Grange, à proximité. L'église est désaffectée depuis 1995, après avoir été déclarée dangereuse en raison de problèmes structurels. Elle est cependant classé au grade II et est toujours debout. Les services religieux ont désormais lieu dans la salle paroissiale voisine construite en 1939.[5] Il y a aussi une église méthodiste sur School Street, appelée Lawford Light House.

## Galerie

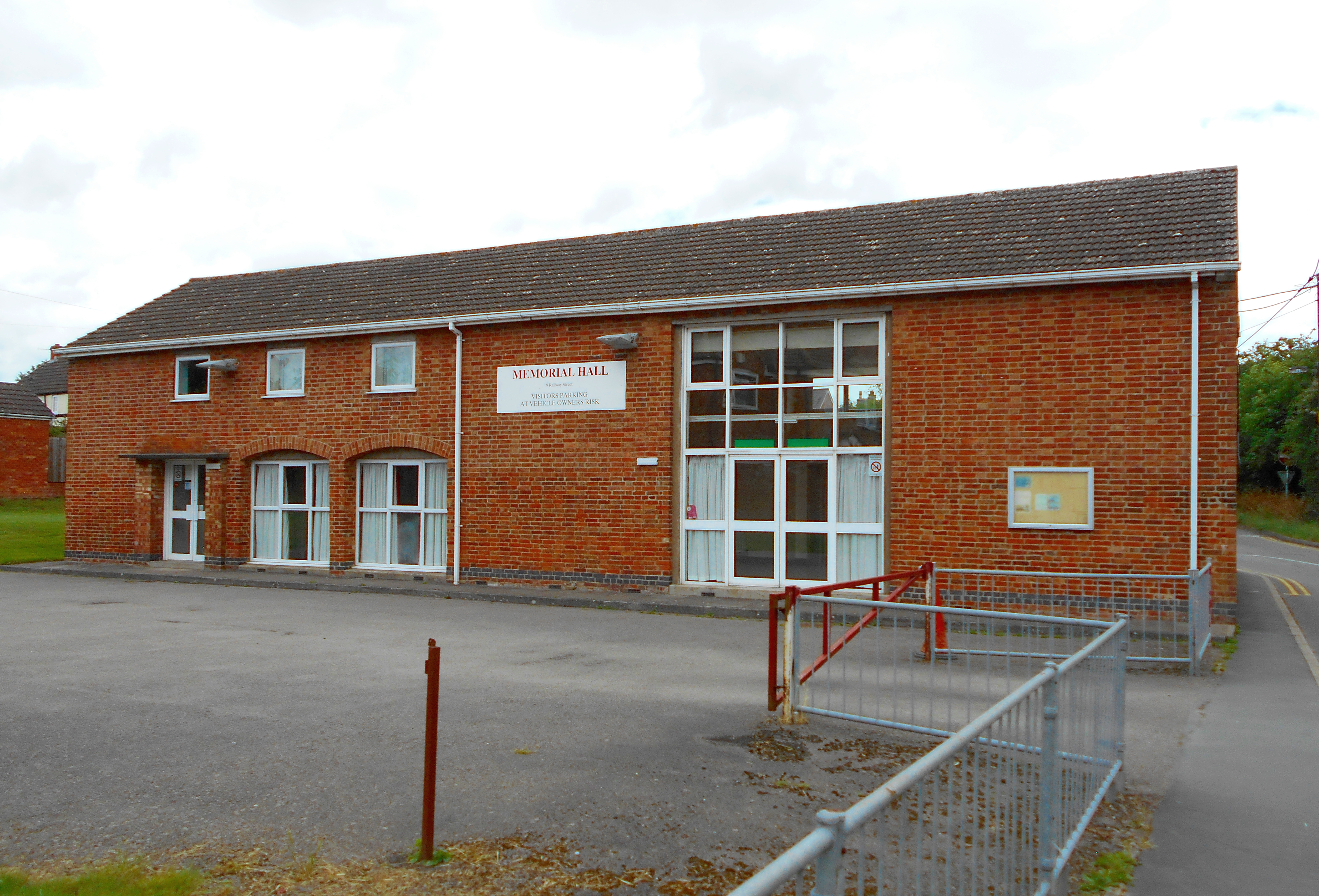
Memorial Hall.
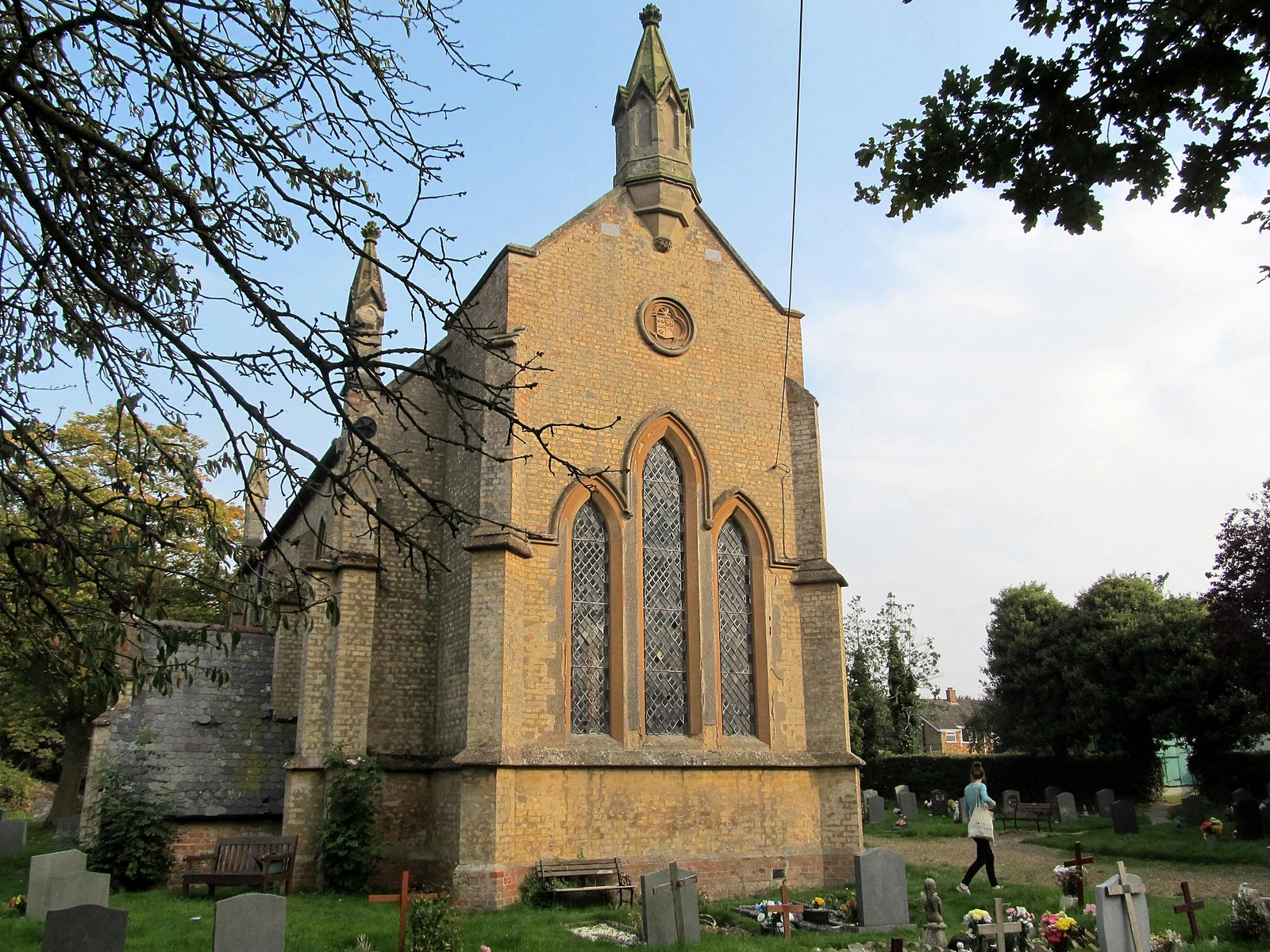
Église Saint John.
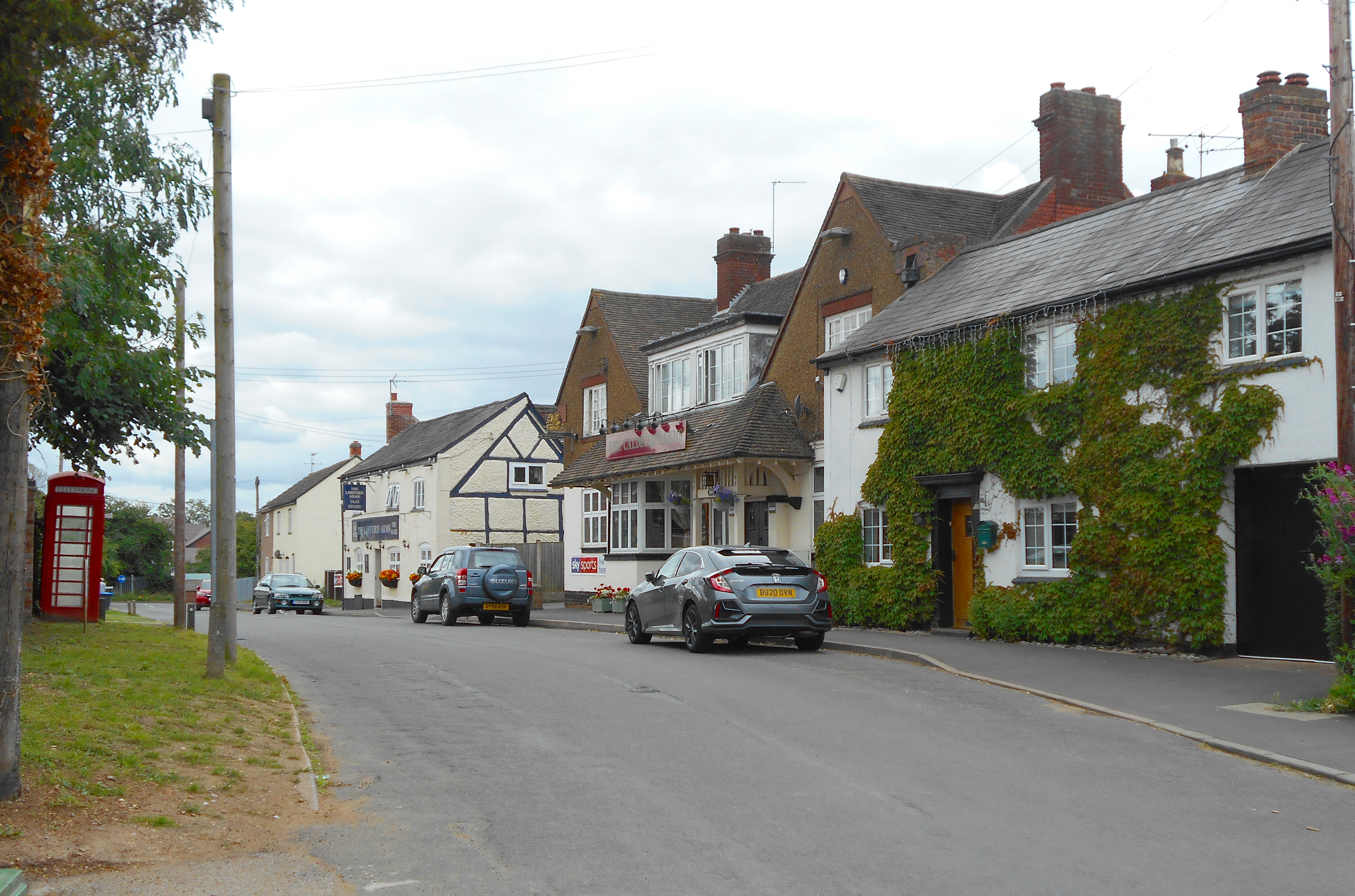
Main Street.

## Personnalités liées à la commune
- Ray Mawby (en) (1922-1990) – homme politique conservateur et député – s'est révélé plus tard avoir été un espion pour la Tchécoslovaquie communiste[20].

## Folklore
Le village et ses environs sont réputés hantés par un spectre manchot, connu sous le nom de One-handed Boughton.